# Włodzimierz Kordylewski
Włodzimierz Kazimierz Kordylewski (ur. 1943) – polski inżynier elektronik. Absolwent Politechniki Wrocławskiej. Od 1995 profesor na Wydziale Mechaniczno-Energetycznym Politechniki Wrocławskiej i dziekan tego wydziału (1990-1993).